# Reece Hill
Der Reece Hill ist ein rund 750 m hoher und markanter Hügel aus Granodiorit an der Borchgrevink-Küste des ostantarktischen Viktorialands. Er ragt zwischen dem Football Mountain und dem Football Saddle auf und bietet Ausblicke auf den Tucker-Gletscher, den Whitehall-Gletscher und die Victory Mountains.
Teilnehmer einer von 1957 bis 1958 durchgeführten Kampagne der New Zealand Geological Survey Antarctic Expedition benannten ihn.